# هاردير كولم
هاردير كولم (بالإنجليزية: Harder Kulm)‏ هو أحد جبال سلسلة جبال الألب البرنية وجزء من القمة الأم يقع في سويسرا. يبلغ ارتفاع الجبل حوالي 1322 متر، بينما يبلغ ارتفاع نتوء الجبل متر.